# イーディス・ロバーツ
イーディス・ロバーツ（Edith Roberts, 1899年9月17日 - 1935年8月20日）は、アメリカ合衆国の女優である。日本では大正時代にエディス・ロバーツと紹介された。出生名はイーディス・ジョゼフィン・ロバーツ（Edith Josephine Roberts）。

## 人物・来歴
1899年（明治32年）9月17日、ニューヨーク州ニューヨーク市に生まれる。20歳年上の姉レオナ・ロバーツも女優で、イーディスは子どものころからヴォードヴィルの舞台に上がっていた。
1914年（大正3年）、アメリカン・フィルム・マニュファクチャリング・カンパニーが製作した短篇映画 The Wrong Birds に原作としてクレジットされる。1915年（大正4年）、インディペンデント・ムーヴィング・ピクチャーズに入社、同社が量産する短篇映画に出演する。
1916年（大正5年）、ユニヴァーサル・フィルム・マニュファクチュアリング・カンパニー（現在のユニバーサル・ピクチャーズ）に移籍、同社傘下のヴィクター・スタジオ、ネスター・スタジオが量産する短篇映画に多く主演する。とくに1918年（大正7年）からは、エディ・ライオンスとリー・モーランのコンビが監督・主演する短篇コメディが量産され、そのヒロインとしてレギュラー出演している。ユニヴァーサルの子会社・ブルーバード映画では、同年7月22日に公開された、トッド・ブラウニング監督の『呼兒鳥』に主演し、満18歳にして一躍スターとなる。以降、ライオンス＝モーランの短篇の合間に、『偽紫』、『密書を抱いて』、『気の向くまゝに』、『南部の娘』、『赤い酒』と翌1919年（大正8年）に同社が製作をやめてユニヴァーサルに吸収される最後まで出演した。これらはすべて、日本でも公開されている。
1922年（大正11年）、ユニヴァーサルを去り、セシル・B・デミル監督の『土曜日の夜』以降は、各社に出演、多くは主演した。初期のトーキーにも出演したが、満30歳を迎える1929年（昭和4年）、映画界から引退する。
1935年（昭和10年）8月20日、カリフォルニア州ロサンゼルス市ハリウッドで、夫ハロルド・カーターとの間に生まれた長男のロバートを出産した直後に、敗血症で死去した。満35歳没。

## おもなフィルモグラフィ
特筆以外すべて出演作である。

### 1910年代
- The Wrong Birds : 監督不明、1914年 - 原作
- When the Call Came : 監督シドニー・M・ゴールドウィン、1915年
- Billy's College Job : 監督シドニー・M・ゴールドウィン、1915年
- The Trail of the Wild Wolf : 監督ロバート・F・ヒル、1916年
- Cinders : 監督ロバート・F・ヒル、1916年
- The Crimson Trail : 監督ウィンスロップ・ケリー、1916年
- The Doctor of the Afternoon Arm : 監督ロバート・F・ヒル、1916年
- Just Kitty : 監督ロバート・F・ヒル、1916年
- Claudia : 監督ロバート・F・ヒル、1916年
- The Unconventional Girl : 監督ロバート・F・ヒル、1916年
- Her Wonderful Secret : 監督ウィンスロップ・ケリー、1916年
- A College Boomerang : 監督ウィンスロップ・ケリー、1916年
- The Heart Wrecker : 監督ジョージ・ロッジウェル、1916年
- Peggy and the Law : 監督ジョージ・ロッジウェル、1916年
- The Clever Mrs. Carter : 監督ジョージ・ロッジウェル、1916年
- The Little Grey Mouse : 監督ウィンスロップ・ケリー、1916年 - 出演・役 Felice, the little gray mouse
- The Heritage of Valor : 監督アレン・カーティス、1916年
- High Speed : 監督ミラード・K・ウィルソン、1916年
- Felix Gets in Wrong : 監督フランク・オームストン、1916年
- The Call of the Unborn : 監督ミラード・K・ウィルソン、1916年
- Lost in Babylon : 監督ミラード・K・ウィルソン、1916年
- 『可愛い児』 Pretty Baby : 監督ルイ・ウィリアム・ショーデ、脚本ベス・メレディス、1916年
- 『畔道の女』 Toto of the Byways : 監督リー・コールマー、1916年
- 『ビックリ牧師』 Practice What You Preach : 監督ルイ・ウィリアム・ショーデ、1917年
- The Whelp : 監督ミラード・K・ウィルソン、1917年
- One Thousand Miles an Hour : 監督ルイ・ウィリアム・ショーデ、1917年
- The Wrong Mary Wright : 監督ミラード・K・ウィルソン、1917年
- Treat 'Em Rough : 監督ルイ・ウィリアム・ショーデ、1917年
- A Macaroni Sleuth : 監督ルイ・ウィリアム・ショーデ、1917年
- 『おやお伯父さん』 Why, Uncle! : 監督ルイ・ウィリアム・ショーデ、1917年
- His Wife's Relatives : 監督ルイ・ウィリアム・ショーデ、1917年
- A Hasty Hazing : 監督ルイ・ウィリアム・ショーデ、1917年
- 『女房の額』 Down Went the Key : 監督ルイ・ウィリアム・ショーデ、1917年 - 出演・役 Wife
- A Million in Sight : 監督ルイ・ウィリアム・ショーデ、1917年
- Evil Hands : 監督ジョン・マクダーモット、1917年
- A Bundle of Trouble : 監督ルイ・ウィリアム・ショーデ、1917年 - 出演・役 Olga
- Some Specimens : 監督ルイ・ウィリアム・ショーデ、1917年
- 『鬼の留守』 When the Cat's Away : 監督ルイ・ウィリアム・ショーデ、1917年
- Shot in the West : 監督ルイ・ウィリアム・ショーデ、1917年
- Mixed Matrimony : 監督ルイ・ウィリアム・ショーデ、1917年
- 『ベッドの下』 Under the Bed : 監督ルイ・ウィリアム・ショーデ、1917年
- Follow the Tracks : 監督ルイ・ウィリアム・ショーデ、1917年
- The Home Wreckers : 監督ルイ・ウィリアム・ショーデ、1917年
- The Rogue's Nest : 監督ドナルド・マクドナルド、1917年
- 『喜劇電話の声』 What a Clue Will Do : 監督ルイ・ウィリアム・ショーデ、1917年
- The Little Moccasins : 監督ミラード・K・ウィルソン、1917年
- 『困った居候』 The Lost Appetite : 監督ルイ・ウィリアム・ショーデ、1917年
- To Oblige a Vampire : 監督ルイ・ウィリアム・ショーデ、1917年
- 『引越し日』 Moving Day : 監督ルイ・ウィリアム・ショーデ、1917
- Tell Morgan's Girl : 監督ルイ・ウィリアム・ショーデ、1917年
- 『戸惑ひ』 Burglar by Request : 監督ルイ・ウィリアム・ショーデ、1917年
- To Be or Not to Be Married : 監督ルイ・ウィリアム・ショーデ、1917年
- 『戦の花婿』 The War Bridegroom : 監督ローイ・クレメンツ、1917年
- Her City Beau : 監督ミラード・K・ウィルソン、1917年
- Poor Peter Pious : 監督ルイ・ウィリアム・ショーデ、1917年
- 『白と黒』 Minding the Baby : 監督ローイ・クレメンツ、1917
- A Dark Deed : 監督ルイ・ウィリアム・ショーデ、1917年
- Seeing Things : 監督ルイ・ウィリアム・ショーデ、1917年
- 『偶然の結婚』 Married by Accident : 監督ローイ・クレメンツ、1917年
- The Love Slacker : 監督ローイ・クレメンツ、1917年
- 『踊子』 The Rushin' Dancers : 監督ルイ・ウィリアム・ショーデ、1917年
- 『病院! 引越し』 Move Over : 監督ローイ・クレメンツ、1917年
- The Nightcap : 監督ローイ・クレメンツ、1917年
- 『見損ひ』 Looking 'Em Over : 監督ルイ・ウィリアム・ショーデ、1917年
- The Boulevard Speed Hounds : 監督バートン・ジョージ、1917年
- 『粗忽者の帰宅』 Welcome Home : 監督ローイ・クレメンツ、1917年
- Taking Their Medicine : 監督ローイ・クレメンツ、1917年
- 『中気の親爺』 Pete, the Prowler : 監督ルイ・ウィリアム・ショーデ、1917年
- 『凄い美顔術』 Hot Applications : 監督ローイ・クレメンツ、1917年
- Wild and Woolly Women : 監督ローイ・クレメンツ、1917年
- A Pigskin Hero : 監督・主演エディ・ライオンス / リー・モーラン、1918年
- Mum's the Word : 監督・主演エディ・ライオンス / リー・モーラン、1918
- Whose Baby Are You? : 監督・主演エディ・ライオンス / リー・モーラン、1918年
- The Dodgers : 監督・主演エディ・ライオンス / リー・モーラン、1918年
- A Ripping Time : 監督・主演エディ・ライオンス / リー・モーラン、1918年
- Stepping Some : 監督・主演エディ・ライオンス / リー・モーラン、1918年
- The Knockout : 監督・主演エディ・ライオンス / リー・モーラン、1918年
- Berth Control : 監督・主演エディ・ライオンス / リー・モーラン、1918年
- Bad News : 監督・主演エディ・ライオンス / リー・モーラン、1918年
- Shot in the Dumbwaiter : 監督・主演エディ・ライオンス / リー・モーラン、1918年 - 出演・役 Mrs. Upz
- The Vamp Cure : 監督・主演エディ・ライオンス / リー・モーラン、1918年
- 『呼兒鳥』 The Deciding Kiss : 監督トッド・ブラウニング、1918年 - 主演・役 Eleanor Hamlin
- A Duck Out of Water : 監督・主演エディ・ライオンス / リー・モーラン、1918年 - 出演・役 Mlle. Periette
- 『偽紫』 The Love Swindle : 監督ジョン・フランシス・ディロン、1918年 - 主演・役 Diana Rosson
- Don't Shoot! : 監督・主演エディ・ライオンス / リー・モーラン、1918年
- Give Her Gas : 監督・主演エディ・ライオンス / リー・モーラン、1918年
- 『花いばら』 The Brazen Beauty : 監督トッド・ブラウニング、1918年 - ノンクレジット出演
- Nearly a Chaperone : 監督・主演エディ・ライオンス / リー・モーラン、1918年
- 『密書を抱いて』 Beans : 監督ジョン・フランシス・ディロン、1918年 - 主演・役 Betty Brewster
- Nailed at the Plate : 監督・主演エディ・ライオンス / リー・モーラン、1918年
- Guilty : 監督・主演エディ・ライオンス / リー・モーラン、1918年
- 『気の向くまゝに』 Set Free : 監督トッド・ブラウニング、1918年 - 主演・役 Roma Wycliffe
- Don't Weaken! : 監督・主演エディ・ライオンス / リー・モーラン、1918年
- Straight Crooks : 監督・主演エディ・ライオンス / リー・モーラン、1918年
- Klever Kiddies : 監督不明、主演ヴァイオレット・マースロウ / プリシラ・ディーン、1919年
- 『南部の娘』 Sue of the South : 監督ユージン・ムーア、1919年 - 主演・役 Sue Gordon
- Kitchen Police : 監督・主演エディ・ライオンス / リー・モーラン、1919年
- Up the Flue : 監督・主演エディ・ライオンス / リー・モーラン、1919年
- 『赤い酒』（別題『人生の趣味』）  A Taste of Life : 監督ジャック・ディロン、1919年 - 主演・役 Kitty Dillingham
- All Bound Around : 監督・主演エディ・ライオンス / リー・モーラン、1919年
- 『義侠の青年』（別題『ビル・ヘンリー』） Bill Henry : 監督ジェローム・ストーム、1919年 - 出演・役 Lela Mason
- Penny Ante : 監督・主演エディ・ライオンス / リー・モーラン、1919年
- A Village Venus : 監督フレッド・ハイバード、1919年
- Oh! Oh! Nursie! : 監督・主演エディ・ライオンス / リー・モーラン、1919年
- Chasing Her Future : 監督フレッド・ハイバード、1919年
- 『ラスカ』 Lasca : 監督ノーマン・ドーン、1919年 - 出演・役 Lasca
- He Married His Wife : 監督アル・クリスティ、1919年
- In the Good Old Days : 監督・主演エディ・ライオンス / リー・モーラン、1919年

### 1920年代
- 『怠け者』 The Triflers : 監督クリスティ・キャバンヌ、1920年 - 出演・役 Janet Randall
- A Baby Doll Bandit : 監督フレッド・ハイバード、1920年
- Downing an Uprising : 監督・主演エディ・ライオンス / リー・モーラン、1920年
- 『牧場の小公女』 Her Five-Foot Highness : 監督ハリー・L・フランクリン、1920年 - 出演・役 Ellen
- 『実現への経路』 Alias Miss Dodd : 監督ハリー・L・フランクリン、1920年 - 出演・役 Jeanne
- 『絶海の名花』 The Adorable Savage : 監督ノーマン・ドーン、1920年 - 出演・役 Marama Thurston
- 『沈み行く女』（別題『汚れなき若者』） White Youth : 監督ノーマン・ドーン、1920年 - 出演・役 Aline Ann Belame
- 『火の猫』（別題『熱火の処女』） The Fire Cat : 監督ノーマン・ドーン、1921年 - 出演・役 Dulce
- 『知らざる妻』 The Unknown Wife : 監督ウィリアム・ウォーシントン、1921年 - 出演・役 Helen Wilburton
- 『雷島』 Thunder Island : 監督ノーマン・ドーン、1921年 - 出演・役 Isola Garcia/Juan Garcia
- 『誘惑の唇』 Luring Lips : 監督キング・バゴット、1921年 - 出演・役 Adele Martin
- 『荒の海』（別題『嵐の夜』） Opened Shutters : 監督ウィリアム・ウォーシントン、1921年 - ノンクレジット出演
- 『土曜日の夜』 Saturday Night : 監督セシル・B・デミル、1922年 - 出演・役 Shamrock O'Day
- 『狼の子』 The Son of the Wolf : 監督ノーマン・ドーン、1922年 - 出演・役 Chook-Ra
- 『血と肉』 Flesh and Blood : 監督アーヴィング・カミングス、1922年 - 出演・役 The Angel Lady
- 『奈落の底』 Pawned : 監督アーヴィン・ウィラット、1922年 - 出演・役 Claire Veniza
- 『狂恋の唄ひ女』 Thorns and Orange Blossoms : 監督ルイ・ガスニエ、1922年 - 出演・役 Violet Beaton
- 『二人頑固親爺』 A Front Page Story : 監督ジェス・ロビンス、1922年 - 出演・役 Virginia Hayward
- 『良人の危険時代』 The Dangerous Age : 監督ジョン・M・スタール、1923年 - 出演・役 Ruth Emerson
- 『男を磨いて』 The Sunshine Trail : 監督ジェイムズ・W・ホーン、1923年 - 出演・役 June Carpenter
- 『大北の怪異』 Backbone : 監督エドワード・スローマン、1923年 - 出演・役 Yvonne de Mersay/Yvonne de Chausson
- 『兄貴』 Big Brother : 監督アラン・ドワン、1923年 - 出演・役 Kitty Costello
- Roulette : 監督スタナー・E・V・テイラー、1924年 - 出演・役 Lois Carrington
- 『ピレニーの情火』（別題『汝の名は女』） Thy Name Is Woman : 監督フレッド・ニブロ、1924年 - 出演・役 Dolores, Juan's daughter
- 『富貴を茶にして』 Twenty Dollars a Week : 監督F・ハーモン・ウェイト、1924年 - 出演・役 Muriel Hart
- The Bowery Bishop : 監督コリン・キャンベル、1924年 - 出演・役 Venitia Rigola
- 『鉄路に轟く』 Roaring Rails : 監督トム・フォーマン、1924年 - 出演・役 Nora Burke
- 『無邪気な年頃』 The Age of Innocence : 監督ウェズリー・ラッグルズ、1924年 - 出演・役 May Mingott
- Three Keys : 監督エドワード・ルセイント、1925年 - 出演・役 Clarita Ortega
- 『薄氷を踏んで』 On Thin Ice : 監督マルコム・セント・クレア、1925年 - 出演・役 Rose Lore
- Wasted Lives : 監督ジョン・ゴーマン、1925年
- Speed Mad : 監督ジェイ・マーチャント、1925年 - 出演・役 Betty Hampton
- 『都会の魔の手』 Shattered Lives : 監督ヘンリー・マッカーティ、1925年 - 出演・役 Sally Dayton
- Heir-Loons : 監督グローヴァー・ジョーンズ、1925年 - 出演・役 Mary Dale
- The New Champion : 監督B・リーヴス・イーソン、1925年 - 出演・役 Polly Brand
- 『七つの鍵』 Seven Keys to Baldpate : 監督フレッド・C・ニューメイヤー、1925年 - 出演・役 Mary Norton
- The Taxi Mystery : 監督フレッド・ウィンダミア、1926年 - 出演・役 Nancy Cornell/Vera Norris
- 『犯罪倶楽部』 The Mystery Club : 監督ハーバート・ブラシェ、1926年 - 出演・役 Nancy Darrell
- The Road to Broadway : 監督ハワード・M・ミッチェル、1926年 - 出演・役 Mary Santley
- Shameful Behavior? : 監督アルバート・ケリー、1926年 - 出演・役 Daphne Carrol
- There You Are! : 監督エドワード・セジウィック、1926年 - 出演・役 Joan Randolph
- The Jazz Girl : 監督ハワード・M・ミッチェル、1926年 - 出演・役 Janet Marsh
- The Adorable Outcast : 監督ノーマン・ドーン、1928年 - 出演・役 Luya
- Man from Headquarters : 監督デューク・ウォーン、1928年 - 出演・役 Countess Jalna
- The Phantom of the North : 監督ハリー・S・ウェッブ、1929年 - 出演・役 Doris Rayburn
- 『高原の凱歌』 The Wagon Master : 監督ハリー・ジョー・ブラウン、1929年 - 出演・役 Sue Smith
- Two O'Clock in the Morning : 監督アンドリュー・マートン、1929年 - 出演・役 Mary

## 関連事項
- アメリカン・フィルム・マニュファクチャリング・カンパニー （en:American Film Manufacturing Company）
- インディペンデント・ムーヴィング・ピクチャーズ （en:Independent Moving Pictures）
- アレン・カーティス （en:Allen Curtis）
- ネスター・スタジオ （en:Nestor Studios）
- ヴィクター・スタジオ （en:Victor Studios）
- フェイマス・プレイヤー＝ラスキー （en:Famous Players-Lasky）
- ジェイ・マーチャント （en:Jay Marchant）

## 註
1. 1 2 3 4 5 6 7 8 9 10 11 12 13 14  Edith Roberts, Internet Movie Database （英語）, 2010年6月4日閲覧。
2. ↑  エディス・ロバーツ、キネマ旬報映画データベース、2010年6月4日閲覧。
3. ↑  エディス・ロバーツ、allcinema ONLINE、2010年6月4日閲覧。
4. ↑  Edith Roberts, allmovie （英語）, 2010年6月4日閲覧。
5. ↑  『ブルーバード映画の記録』 : 製作・著・発行山中十志雄・塚田嘉信、1984年4月、p.1.
6. ↑  『ブルーバード映画の記録』、p.60-63.